# La vacant imprevista
La vacant imprevista és una novel·la creada per l'escriptora britànica J. K. Rowling i publicada el 2012. És el seu primer llibre després de la saga d'Harry Potter, i el primer dirigit als adults. Durant les primeres tres setmanes després de la publicació del llibre, es van vendre més d'un milió d'exemplars de l'edició en anglès.
La novel·la narra les lluites i divisions que se susciten per una vacant en el consell parroquial d'un petit poble anglès fictici, Pagford, i tracta temes com el classisme, la política i problemes socials com l'ús de drogues i la prostitució.
La trama del llibre s'està adaptant a la televisió per la BBC, que llançarà una sèrie de drama l'any 2014.